# کنگره نپالی
کنگره نپالی (به نپالی: नेपाली कांग्रेस) حزبی سیاسی سوسیال دموکرات در نپال است. حزب در سال ۱۹۵۰ در پی ادغام کنگره ملی نپال و کنگره دموکراتیک نپال ایجاد شد.
رهبر حزب جی.پی. کویرالا (G.P. Koirala) است و سازمان جوانان این حزب نپال تارون دال (Nepal Tarun Dal) نام دارد. 
در انتخابات مجلس ۱۹۹۹ حزب ۳۲۱۴۷۸۶ رای (۳۷.۱۷%, ۱۱۱ کرسی) دریافت کرد.
حزب عضو بین‌الملل سوسیالیست است.

## نگارخانه

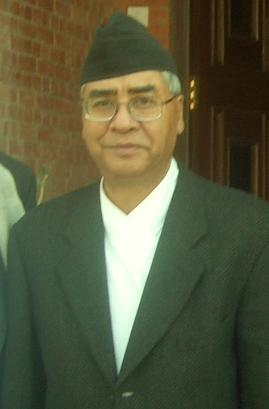